# Gare de Planès
La gare de Planès est une gare ferroviaire française de la ligne de Cerdagne (voie métrique), située sur le territoire de la commune de Planès, dans le département des Pyrénées-Orientales en région Occitanie.
Elle est mise en service en 1910 par la Compagnie des chemins de fer du Midi et du Canal latéral à la Garonne. 
C'est une halte voyageurs de la Société nationale des chemins de fer français (SNCF) desservie par le Train Jaune, train TER Occitanie spécifique pour la ligne de Cerdagne.

## Situation ferroviaire

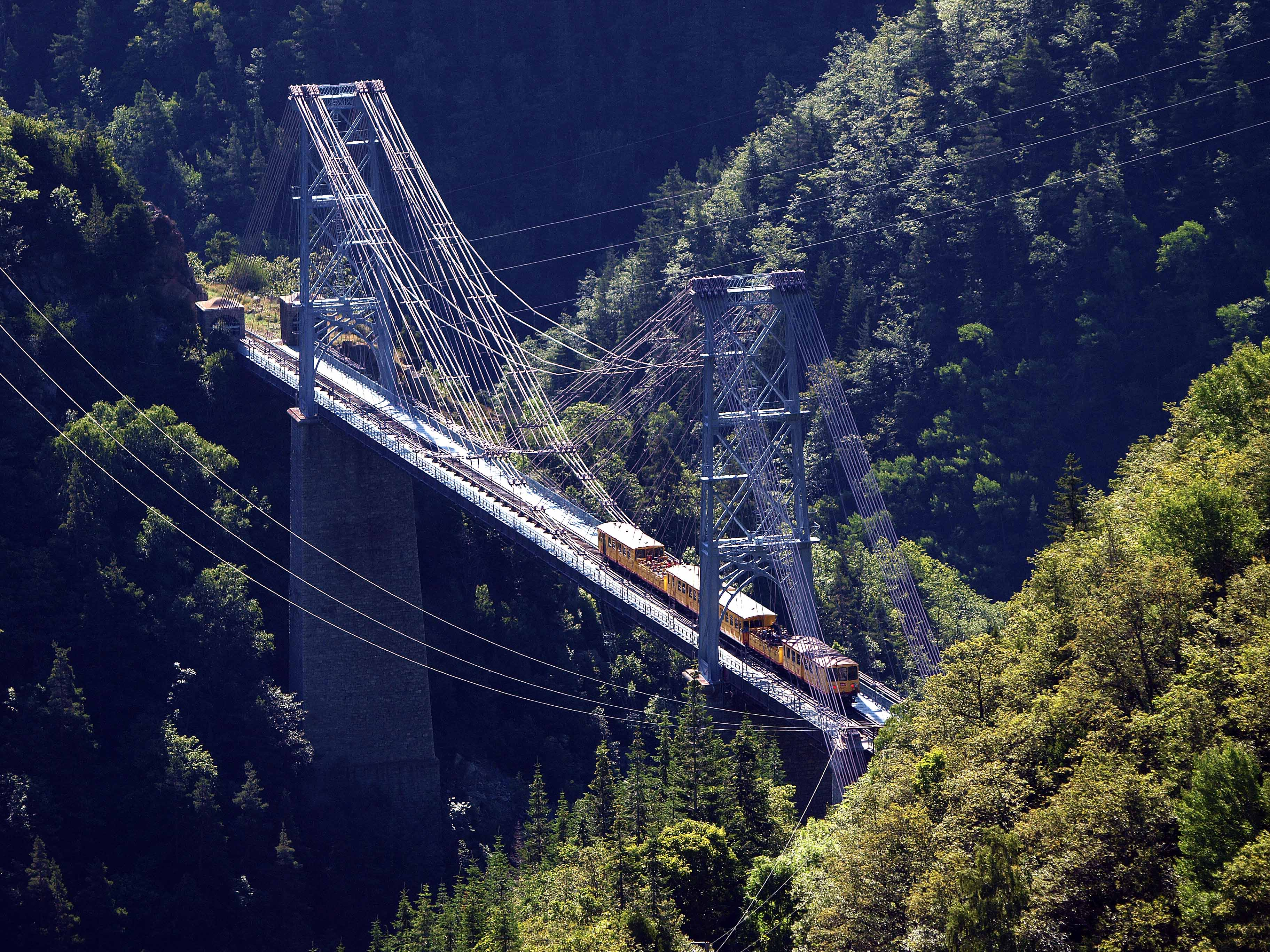
Le pont suspendu de Cassagne (ou Gisclard).

Établie à 1 373 mètres d'altitude, la gare de Planès est située au point kilométrique (PK) 25,222 de la ligne de Cerdagne (voie métrique), entre les gares de Sauto et de Mont-Louis - La Cabanasse.
Le pont de Cassagne (ou pont Gisclard) est à proximité de la gare.

## Histoire
En août 1910, le Conseil général émet le vœu qu'avant la livraison de la ligne à la Compagnie, l'État construise le chemin d'accès permettant de relier la halte au « chemin d'intérêt commun » no 32. Dans sa réponse du 9 août 1911, le Ministre rappelle que le chemin d'intérêt commun no 32 permet le lien entre les quatre villages qui constituent la commune et que la halte est reliée à ce chemin par une « avenue d'accès spécial », d'environ 85 m de long, et le chemin vicinal ordinaire no 5 d'une longueur d'à peu près un kilomètre. L'avenue et le chemin ayant un revêtement empierré d'une qualité équivalente, voir meilleure pour l'avenue, les ingénieurs jugent que l'avenue n'a pas à être d'un meilleur état que le chemin dont l'entretien revient à la commune.
La halte de Planès est mise en service le 18 juillet 1910, avec la première section de Villefranche à Mont-Louis, par la Compagnie des chemins de fer du Midi et du Canal latéral à la Garonne.

## Service des voyageurs

### Accueil

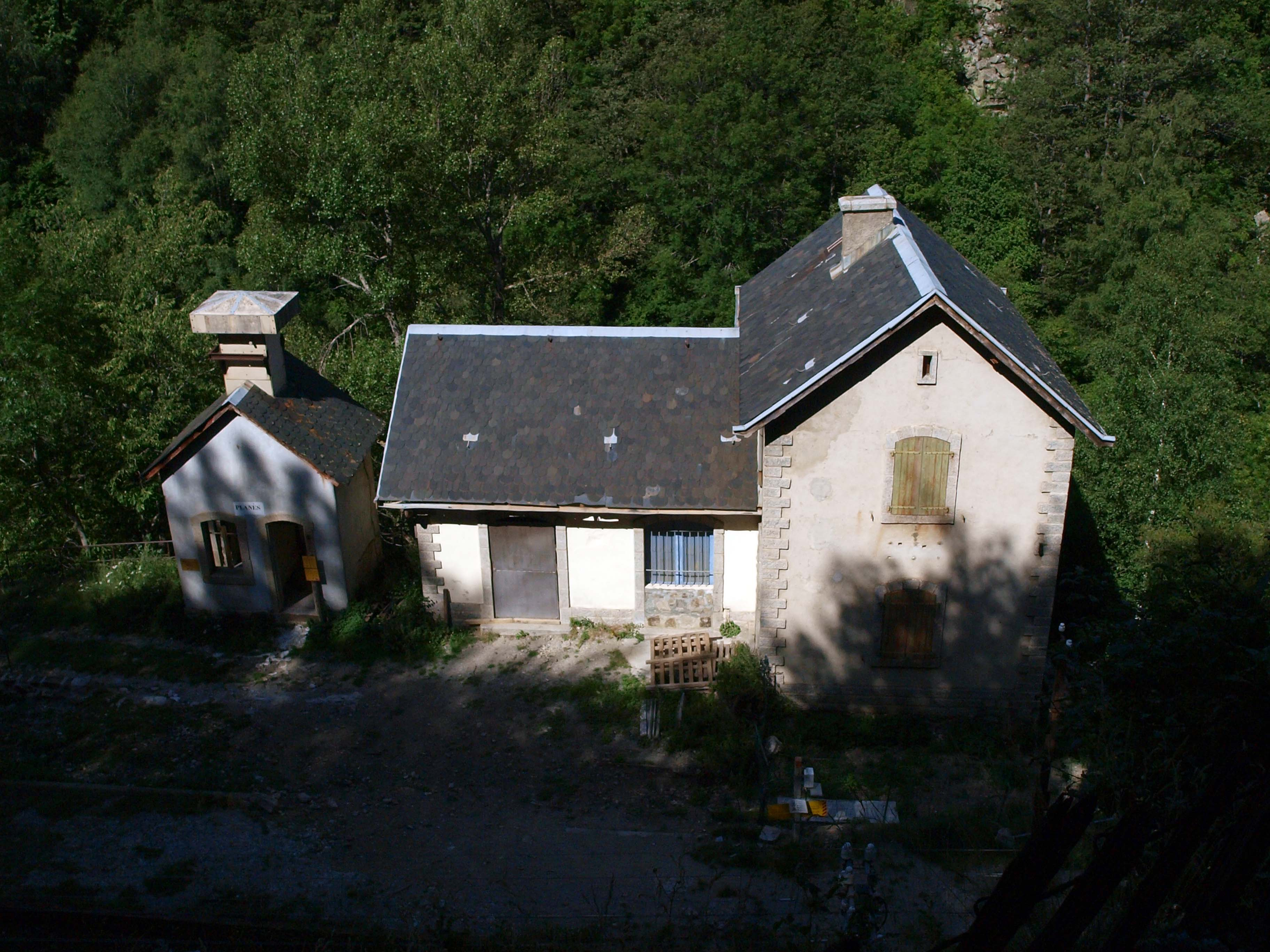
L'ancien bâtiment voyageurs de la halte.

Halte SNCF, c'est un point d'arrêt non géré (PANG) à entrée libre. Les voyageurs disposent d'un quai avec un panneau d'information avec les horaires. L'arrêt du train étant facultatif, il faut se signaler dans le train ou depuis le quai pour demander l'arrêt.

### Desserte
Planès est desservie par des trains TER Occitanie (Train Jaune) qui effectuent des missions entre les gares de Villefranche - Vernet-les-Bains et de Latour-de-Carol - Enveitg.

### Intermodalité
La gare de Planès présente la particularité de n'être accessible qu'à pied par un chemin depuis le village de Planès (environ 20 minutes de marche). Depuis la gare on peut rejoindre, à pied, le pont Gisclard soit au niveau des piles, soit au niveau du tablier.